# Perizoma taetrica
Perizoma taetrica är en fjärilsart som beskrevs av William Schaus 1912. Perizoma taetrica ingår i släktet Perizoma och familjen mätare. Inga underarter finns listade i Catalogue of Life.